# El Pingüino (diario)
El Pingüino es un periódico gratuito que circula en papel impreso y en papel digital via mail y whatsapp chile, de carácter local, de ideología y partidario de la derecha, editado en la ciudad de Punta Arenas, capital de la Región de Magallanes y de la Antártica Chilena. Es propiedad de Patagónica Publicaciones S.A., y forma parte de la Asociación Nacional de la Prensa. Su sede está ubicada en Avenida España 959, donde se encuentra el histórico «Chalet Milward», lugar donde se hospedó Ernest Shackleton luego de ser rescatado en su expedición a la Antártica.

El periódico tiene una radio, Pingüino Radio, que es emitida en las señales 95.3 FM y 590 AM, además de transmitirse vía Internet junto a un canal de televisión Pingüino TV en el canal 4 de señal abierta y canal 30 en televisión por cable regional, además de mantener su señal de "Diario electónico" en el canal 33 de la televisión por cable.

## Historia
El periódico fue fundado el 2 de julio de 2008, y en su primera edición su distribución fue gratuita, con tal de que la población puntarenense descubriera el nuevo periódico. A partir de la segunda edición, un ejemplar de El Pingüino costaba 200 pesos chilenos.
Luego de que la crisis tocara las puertas del diario, el alza de los materiales necesarios para la publicación del diario, se ha decidido subir su precio a 300 pesos chilenos.
Comenzó usando los colores de la bandera de Magallanes, pero el 20 de marzo de 2009 cambió su formato de paginación.
El 22 de octubre de 2012 comenzaron las transmisiones de El Pingüino Televisión Canal 4 VHF señal abierta, Canal 30 TV RED y Canal 73 Claro TV, además de cambiar la frecuencia de la 96.9 FM al 95.3 FM, luego de la adquisición del canal 4 a Sanhueza Hermanos Ltda. y de Radio Camelot.